# Mars altare
Mars altare (latin: Ara Martis) var ett altare invigt åt krigsguden Mars på centrala Marsfältet i antikens Rom. Enligt traditionen uppfördes det av Romulus, men det är troligare att det byggdes av Numa Pompilius.
Området Campus Martius antas ha fått sitt namn av Ara Martis.